# Роберто Кабаньяс
Роберто Кабаньяс (ісп. Roberto Cabañas, 11 квітня 1961, Пілар — 9 січня 2017, Асунсьйон) — парагвайський футболіст, що грав на позиції нападника.
Виступав, зокрема, за «Нью-Йорк Космос», з яким став дворазовим переможцем Північноамериканської футбольної ліги, «Америку де Калі», з якою двічі був чемпіоном Колумбії та «Боку Хуніорс», ставши з нею чемпіоном Аргентини, а також національну збірну Парагваю. У складі збірної — володар Кубка Америки та учасник чемпіонату світу 1986 року.

## Клубна кар'єра
У дорослому футболі дебютував 1978 року виступами за команду «Серро Портеньйо», в якій провів два сезони. У 1980 році перейшов до американського клубу «Нью-Йорк Космос», з яким у 1980 і 1982 роках вигравав Північноамериканську футбольну лігу, тодішній найвищий дивізіон США, а у 1983 році він був визнаний найкращим футболістом ліги та найкращим бомбардиром з 25 голами.
Після завершення сезону 1984 року NASL припинила своє існування і Кабаньяс перейшов до колумбійського клубу «Америка де Калі», з яким в 1985 і 1986 роках виграв чемпіонат Колумбії і вийшов у фінал Кубка Лібертадорес 1985 року, де його клуб програв після трьох матчів в серії пенальті команді «Аргентінос Хуніорс» (0:1, 1:0, 1:1, 4:5 пен.). В наступних двох розіграшах турніру Кабаньяс з «Америкою» знову ставав фіналістом найпрестижнішого клубного турніру континенту, але так його виграти жодного разу і не зумів.
На початку 1988 року президент французького «Бреста» Франсуа Івінек прибув до Колумбії, щоб домовитися про перехід Кабаньяс до свого клубу. Гравець відразу погодився, але клуб не схотів відпускати свого лідера і відправив Івінека і Кабаньяса під нагляд поліції, щоб запобігти переходу. Вони залишались заблокованими тижнями, незважаючи на протести французького уряду, що викликало зростаючу цікавість у ЗМІ. Нарешті бранцям вдалося втекти в Болівію, з якої вони змогли дістатися до Франції, втім сезон 1987/88 вже був програний і команда опустилась до другого дивізіону. Там, забивши 22 голи у 33 матчах чемпіонату, він став найкращим бомбардиром групи А другого дивізіону і допоміг команді посісти 2 місце, а потім забив 3 важливі голи під час плей-оф, в тому числі єдиний і переможний у другій фінальній грі проти «Страсбура» (1:0), що дозволило команді повернутись до вищого дивізіону. У еліті в сезоні 1989/90 він забив 9 голів у 20 іграх і допоміг утримати клуб у першому дивізіоні.
Влітку 1990 року Кабаньяс уклав контракт з іншим місцевим клубом «Ліон», який заплатив за гравця рекордну суму в 15 млн франків. Втім парагваєць не виправдав сподівань нового власника Жана-Мішеля Ола, який не шкодував грошей на розвиток клубу та був незадоволений 5-м місцем у турнірній таблиці, тому на початку сезону 1991/92 Роберто був проданий у аргентинський «Бока Хуніорс». У 1992 році разом з клубом Кабаньяс виграв Кубок володарів Суперкубка Лібертадорес і апертуру чемпіонату Аргентини. У 1994 році він ненадовго перейшов до еквадорської «Барселони» (Гуаякіль), а потім повернувся в «Бока Хуніорс», де грав до 1995 року. Востаннє він одягав форму «Боки» 10 жовтня 1995 року у матчі Суперкубка Лібертадорес проти бразильського клубу «Сан-Паулу» (2:3). Загалом за «Боку Хуніорс» Кабаньяс провів 67 матчів (5010 хвилин) і забив 18 голів (з них 60 матчів і 15 голів в аргентинській лізі).
1996 року Кабаньяс захищав кольори парагвайського «Лібертада» та колумбійського «Індепендьєнте Медельїн», після чого завершив ігрову кар'єру, але 2000 року несподівано у віці 39 років повернувся на поле і недовго виступав за колумбійський клуб «Реал Картахена» у вищому дивізіоні.

## Виступи за збірні
У складі молодіжної збірної Парагваю взяв участь у молодіжному чемпіонаті світу 1979 року в Японії, де Парагвай дійшов до чвертьфіналу, а Кабаньяс зіграв у всіх чотирьох іграх — проти Південної Кореї (3:0), Португалії (0:1), Канади (3:0) та СРСР (2:2, 5:6), зробивши дубль в грі з корейцями.
У складі національної збірної Парагваю Кабаньяс поїхав на Кубок Америки 1979 року у різних країнах, здобувши того року титул континентального чемпіона. Кабаньяс на тому турнірі був запасним гравцем і зіграв лише останні 10 хвилин другої фінальної гри проти Чилі (0:1), замінивши Уго Талаверу, таким чином дебютувавши у футболці збірної.
Згодом Кабаньяс взяв участь і у наступному розіграші Кубка Америки 1983 року, провівши теж лише один матч, а Парагвай не зміг захистити чемпіонат Південної Америки, оскільки вилетів у півфіналі, коли після двох нічиїх з Бразилією поступився супернику в жеребкуванні. Кабаньяс зіграв у другому матчі, в якому на 79-й хвилині отримав червону картку від аргентинського арбітра Артуро Ітурральде.
З 1985 року Кабаньяс став основним гравцем збірної і брав участь у кваліфікації до фіналу чемпіонату світу 1986 року, де провів чотири матчі — два проти Колумбії (3:0, 1:2) та два проти Чилі (3:0, 2:2), забивши кожній команді по голу, чим допоміг своїй збірній вперше за 28 років вийти на «мундіаль». На самому чемпіонаті світу 1986 року у Мексиці Кабаньяс зіграв у всіх чотирьох іграх — проти Іраку (1:0), Мексики (1:1), Бельгії (2:2) та Англії (0:3), зробивши дубль у грі з бельгійцями, а Парагвай дійшов до 1/8 фіналу.
Надалі у складі збірної був учасником розіграшу Кубка Америки 1987 року в Аргентині, де Парагвай вибув на груповому етапі, а Кабаньяс зіграв у обох іграх — проти Болівії (0:0) та Колумбії (0:3), а також розіграшу Кубка Америки 1993 року в Еквадорі, де Парагвай дійшов до чвертьфіналу, а Кабаньяс як капітан зіграв у всіх чотирьох матчах — проти Чилі (1:0, забив гол), Перу (1:1), Бразилії (0:3) та Еквадору (0:3).
Кабаньяс також зіграв п'ять ігор з шести у відбіркових матчах до чемпіонату світу 1994 року: дві проти Колумбії, дві проти Перу і одна проти Аргентини, але збірна вдруге поспіль не пробилась на чемпіонат світу, після чого Роберто завершив кар'єру у збірній. Загалом протягом кар'єри у національній команді, яка тривала 15 років, провів у її формі 28 матчів, забивши 11 голів.

## Подальше життя
Як технічний директор він працював у своєму колишньому клубі «Америка де Калі» в Колумбії. Спочатку був помічником головного тренера, колумбійця парагвайського походження, Херардо Гонсалеса Акіно, з яким вони разом свого часу грали за «Америку»). Акіно було звільнено з посади 13 лютого 2007 року, після чого Кабаньяс очолив клуб разом з помічником, Алексом Ескобаром (ще один колишній гравець зіркової «Америки» 80-х років), у день святкування 80-ї річниці клубу. Це було спірне рішення, оскільки парагваєць практично не мав досвіду тренерської роботи. Він був звільнений після дванадцяти ігор, з яких клуб виграв лише дві, шість зіграв унічию та програв чотири. 
Помер 9 січня 2017 року на 56-му році життя у місті Асунсьйон від серцевого нападу.

## Титули і досягнення

### Командні
- Переможець Північноамериканської футбольної ліги (2):

«Нью-Йорк Космос»: 1980, 1982
- Чемпіон Колумбії (2):

«Америка де Калі»: 1985, 1986
- Чемпіон Аргентини (1):

«Бока Хуніорс»: Апертура 1992
- Володар Кубка Америки (1):

Парагвай: 1979

### Особисті
- Найкращий бомбардир Північноамериканської футбольної ліги: 1983 (25 голів)
- Найкращий гравець Північноамериканської футбольної ліги: 1983
- Автор голу року Північноамериканської футбольної ліги: 1983 [12]
- Найкращий бомбардир французького Дивізіону 2: 1988/89 (Група A, 22 голи)
- У символічній збірній року Південної Америки з футболу: 1986